# Сен-П'єр-о-Ноннен

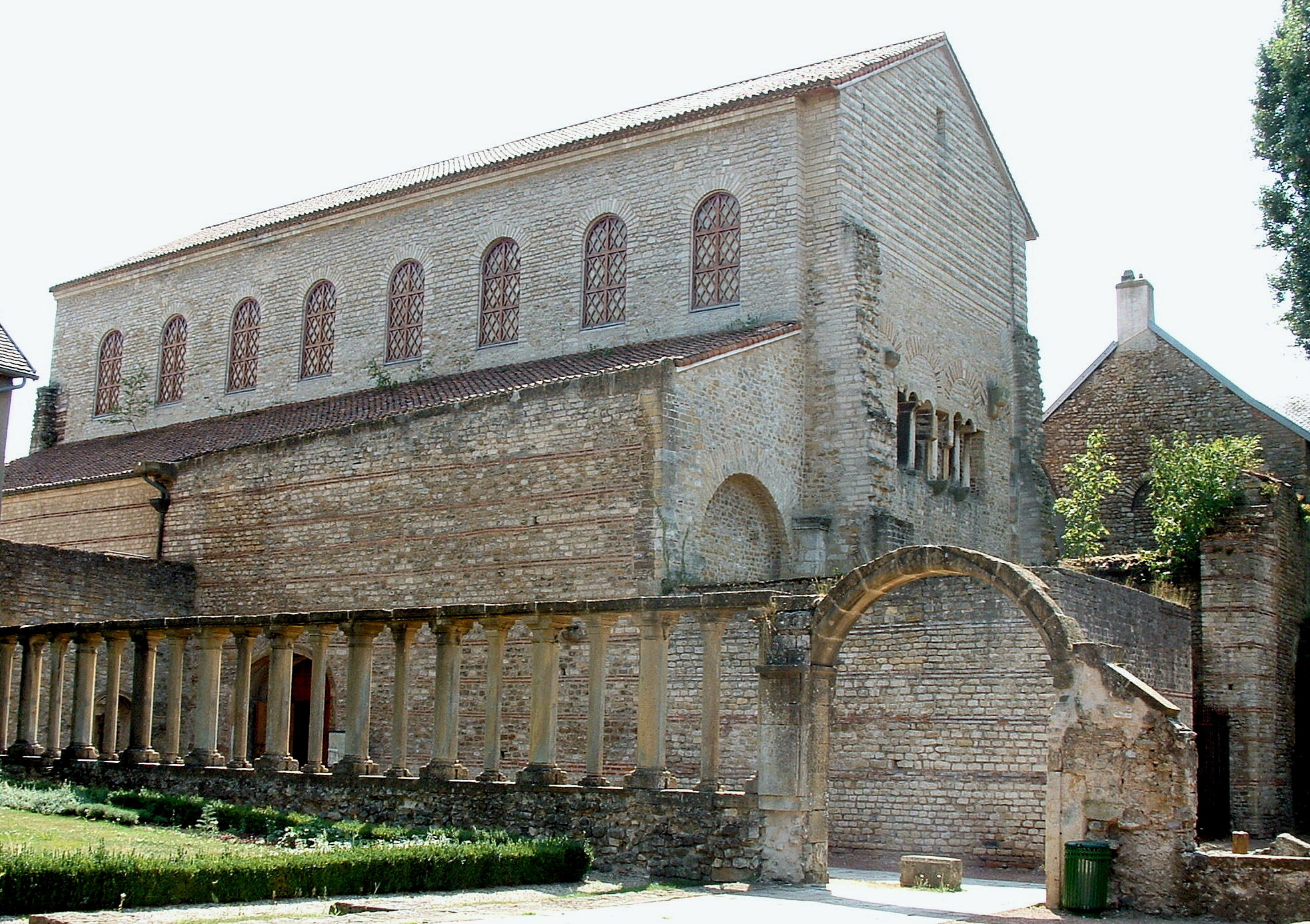
Сен-П'єр-о-Ноннен

Сен-П'єр-о-Ноннен (фр. L' église Saint-Pierre-aux-Nonnains) — церква у Меці, мала базиліка. Споруджена в IV столітті.

## Історія
Церква Святого Петра є найстарішою зі збережених релігійних будівель Лотарингії, а, можливо, і всієї Франції. Будівля, як припускають, була споруджена галло-романськими майстрами в кінці IV століття як одне з приміщень терм. Пізніше вона входила в комплекс фортифікаційних споруд історичного Меца.
З VI по XVI століття Сен-П'єр-о-Ноннен була монастирською церквою однойменного бенедиктинського абатства. Побудована в ранньому романському стилі.
Новий неф був побудований в XI столітті. В XVI столітті будівля стала складом та залишалося ним аж до 1970-х років. Після реконструкції церква Сен-П'єр-о-Ноннен відкрита для концертів та виставок.
1909 року будівлі разом із залишкам абатства було присвоєно статус історичної пам'ятки.

## Галерея

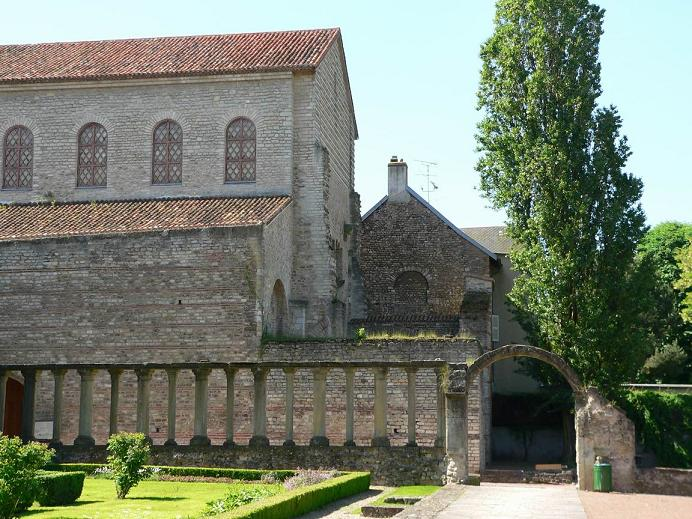
Вид з боку руїн монастиря
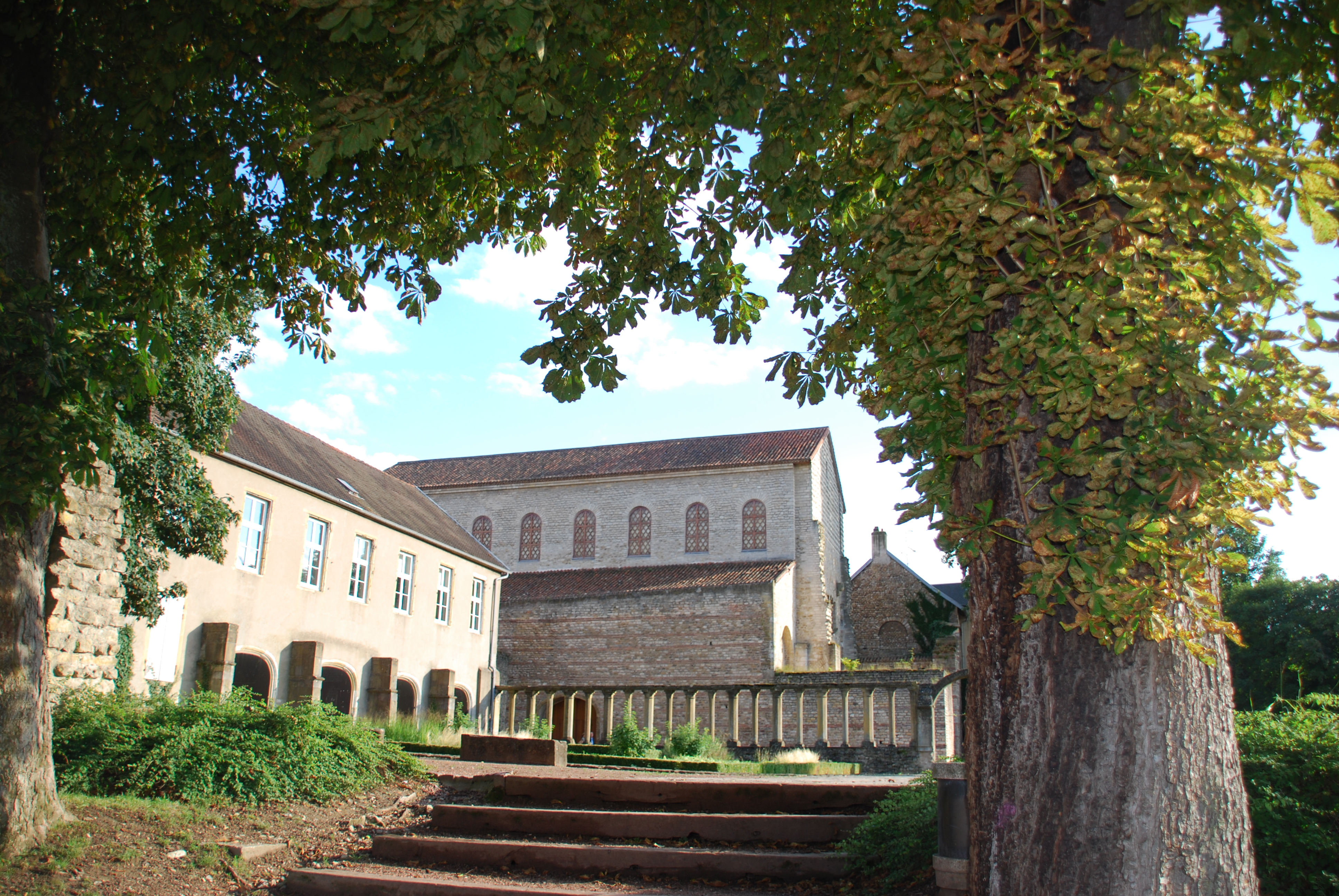
Східний фасад
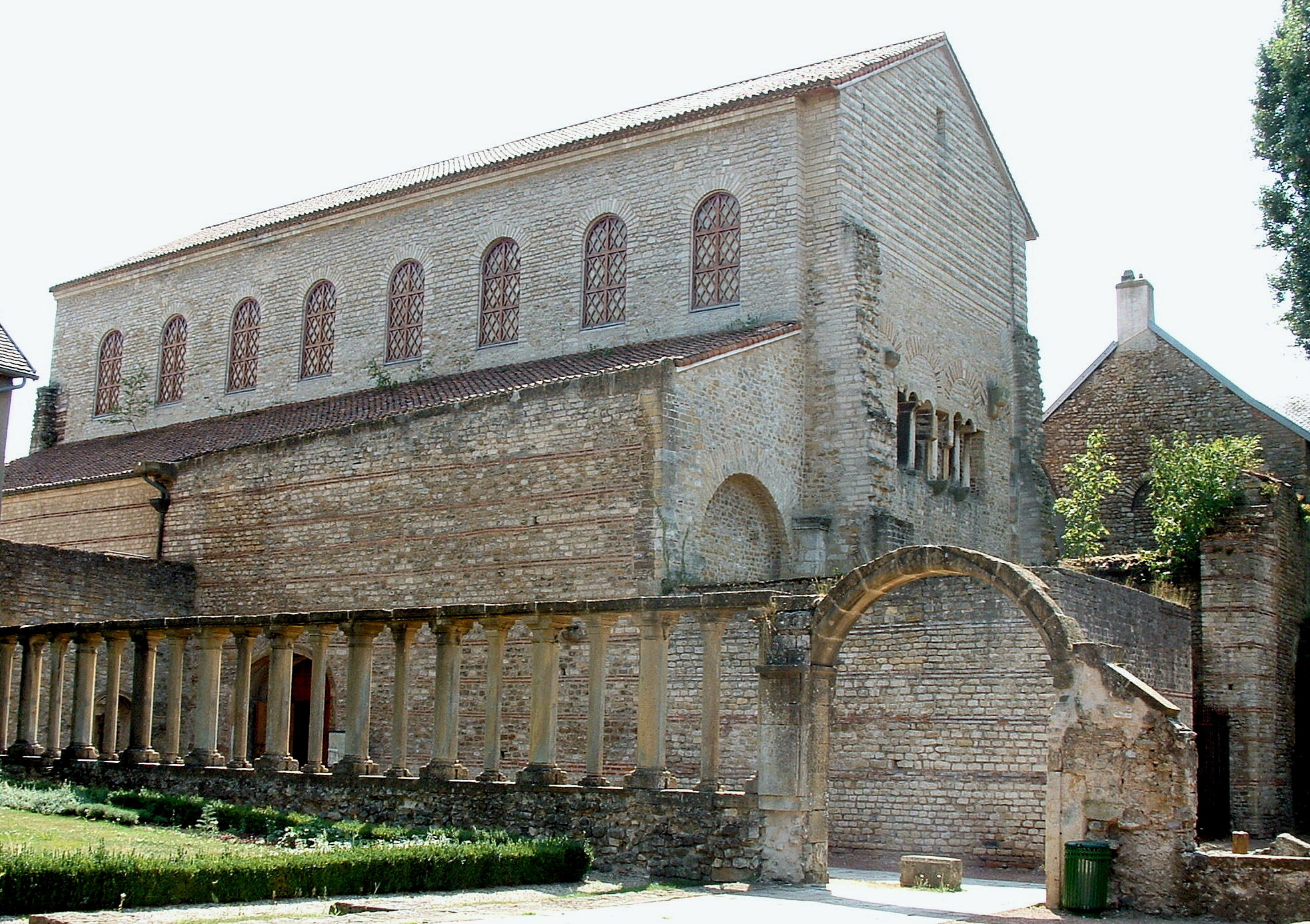
Східний фасад
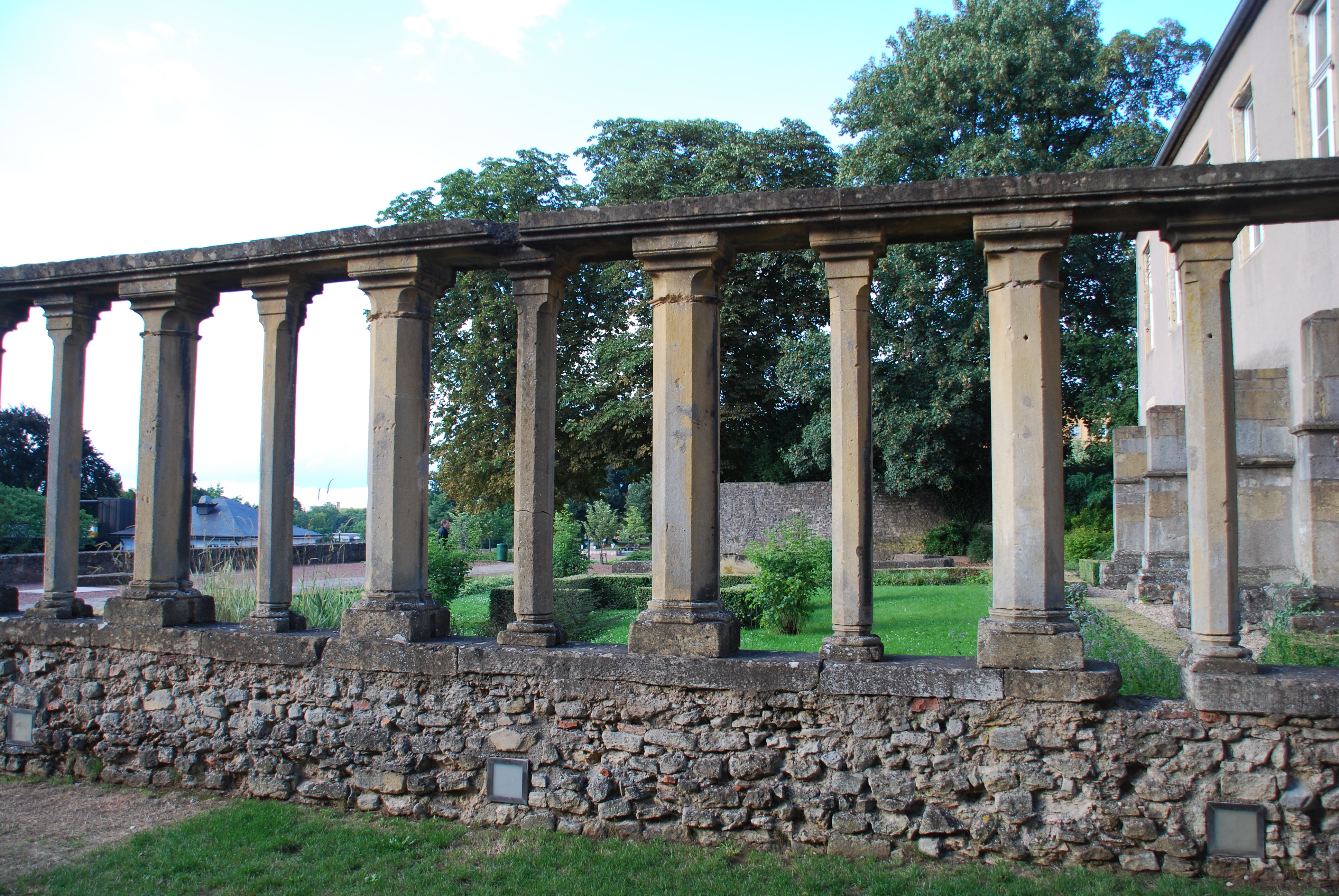
Руїни монастиря XVI ст.
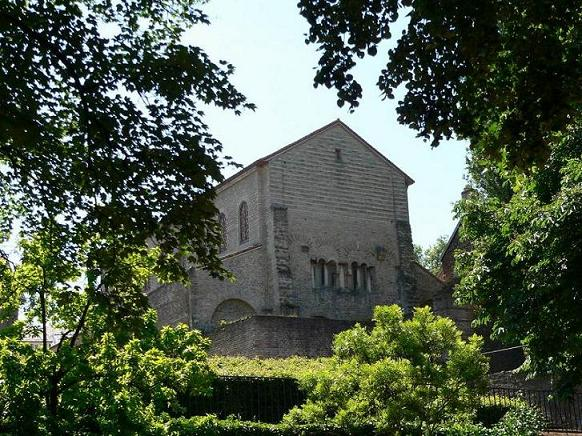
Північний фасад
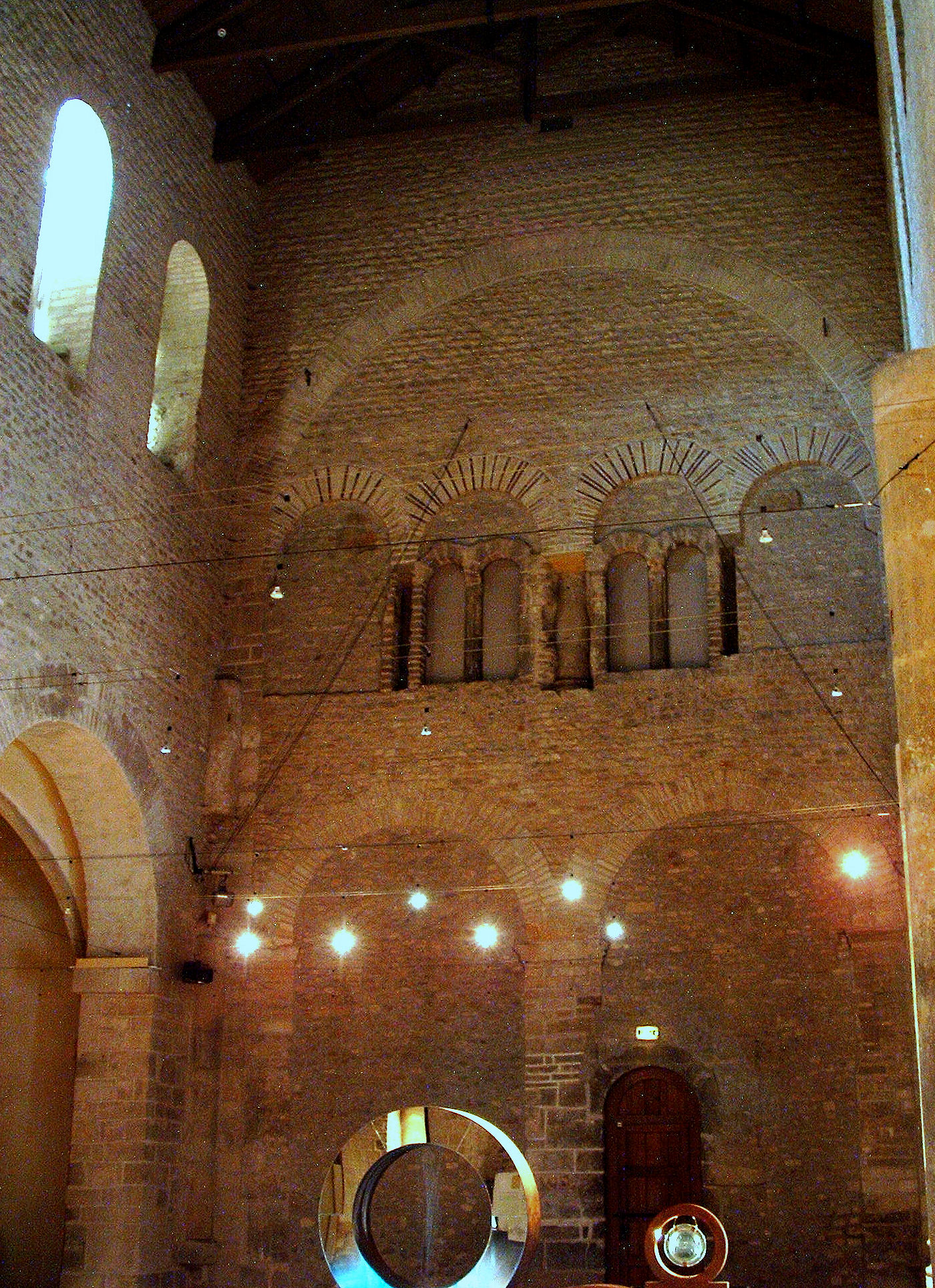
Інтер'єр. Північна стіна

## ЛІтература
- François Heber-Suffrin, Saint-Pierre-Aux-Nonnains, dans Congrès archéologique de France. 149e session. Les Trois-Évêchés et l’ancien duché de Bar. 1991, p. 495-515, Société française d’archéologie, Paris, 1995.
- Xavier Delestre, Saint-Pierre-aux-Nonnains. De l’époque romaine à l’époque gothique, Éditions Imprimerie Nationale (collection « Guides archéologiques de la France »), Paris, 1988 ISBN 2-11-081268-0.
- R. Will, Étude archéologique et historique de Saint-Pierre-aux-Nonnains à Metz (Moselle), 1972.
- Friedrich Oswald, Vorromanische Kirchenbauten, Katalog der Denkmäler bis zum Ausgang der Ottonen, coll, Zentralinstitut für Kunstgeschichte, Munich, 1967-1969, vol. 2, pages 214-215. ISBN 3-7913-1548-X
- Friedrich Oswald, in K. Hauck, Frümittelalterliche Studien, Münster, 1967, vol. I, pages 156-169.
- E. Knitterscheid, Trierer Zeitschrift, 1899, pages 194-216.